# Estación de Nijlen
La estación de Nijlen es una estación de tren belga situada en Nijlen, en la provincia de Amberes, región Flamenca.
Pertenece a la línea  de S-Trein Antwerpen.

## Situación ferroviaria
La estación se encuentra en la línea línea 15 (Amberes-Hasselt).

## Intermodalidad
| Nijlen Station |                   |
| Autobuses de Amberes |                   |
| --- | ----------------- |
| \| Línea \| Recorrido \| \| ----- \| ----------------- \| \| 150 \| Lier ↔ Herentals \| \| 151 \| Lier ↔ Herenthout \| \| 152 \| Lier ↔ Vorselaar \| \| 153 \| Lier ↔ Niljen \| |                   |
| Línea | Recorrido         |
| 150 | Lier ↔ Herentals  |
| 151 | Lier ↔ Herenthout |
| 152 | Lier ↔ Vorselaar  |
| 153 | Lier ↔ Niljen     |